# Chalepus paniei
Chalepus paniei es un coleóptero de la familia Chrysomelidae.
Fue descrita científicamente en 1950 por Uhmann.